# Вихватинці (комуна)
Комуна Вихватинці — комуна в адміністративно-територіальній одиниці Придністров'я Республіки Молдова. Складається із сіл Вихватинці (село-резиденція) і Нове Життя. Розташована за 15 км на південь від Рибниці.
Історично невеликий торговельний порт на річці Дністер, упродовж 19 століття входив до складу Подільської губернії Російської імперії. У селі Вихватинці народився композитор Антон Рубінштейн.
Також біля поселення Вихватинці було виявлено некрополь, який є одним із найвідоміших місць, що належать до останнього етапу Трипільської культури, приблизно 3500-2750 років до нашої ери.
На північно-східній околиці села розташовані яри Мафтей і Верміція, де в 1960 році були виявлені осередки людських знарядь кам'яного віку та кісток тварин 13 видів, у тому числі печерного ведмедя, гієни та лева, мамонта, носорога волохатого, коня, бізона, вовка. Це одна з найвідоміших палеолітичних стоянок Східної Європи.
За переписом 2004 року населення селища становило 1218 мешканців, із них 1072 (88,01 %) молдавани (румуни), 64 (5,25 %) українці та 60 (4,92 %) росіяни.